# Deh-e Ḩoseynī
Deh-e Ḩoseynī (persiska: ده حسینی) är en ort i Iran.   Den ligger i provinsen Khorasan, i den nordöstra delen av landet, 600 km öster om huvudstaden Teheran. Deh-e Ḩoseynī ligger 1 167 meter över havet och antalet invånare är 663.
Terrängen runt Deh-e Ḩoseynī är lite kuperad.Runt Deh-e Ḩoseynī är det ganska glesbefolkat, med 47 invånare per kvadratkilometer. Närmaste större samhälle är Kalāteh-ye Now Bahār, 6,2 km väster om Deh-e Ḩoseynī. Omgivningarna runt Deh-e Ḩoseynī är i huvudsak ett öppet busklandskap.